# Okręg Radom-Kielce Armii Krajowej
Okręg Samodzielny Radom-Kielce Armii Krajowej lub Okręg Radomsko-Kielecki Armii Krajowej (właśc. Okręg Kielecki Armii Krajowej, zwany ze względu na okupacyjny dystrykt, w jakim się znajdował Okręg Radom Armii Krajowej), kryptonim Jodła, Rolnik, Maliny – jeden z okręgów organizacyjnych Armii Krajowej w okupowanej Polsce. Istniał w latach 1939–1944. Obszar ZWZ AK Jodła w chwili powstania obejmował województwo kieleckie oraz powiaty miechowski i olkuski. Później odłączono od niego te dwa powiaty, następnie przyłączono powiat radomszczański, a odłączono powiat opoczyński i w takim kształcie istniał do rozwiązania.

## Organizacja Komendy Okręgu
Siedziba Komendy Okręgu Kielce-Radom była zmieniana kilkakrotnie ze względu na warunki bezpieczeństwa. W początkowym okresie, od października 1939 r. do października 1940 r., jeszcze w strukturach Związku Walki Zbrojnej, siedzibą komendy były Kielce, później Radom do sierpnia 1942 r., od sierpnia 1942 r. do marca 1944 w Skarżysku, następnie Kielce do października 1944 r. i później Częstochowa do stycznia 1945 r.

## Komendanci okręgu
- płk dypl. piech. Leopold Endel-Ragis „Wiesław”, „Śląski”, „Lipiński"
- płk piech. Feliks Jędrychowski „Ostroga” (p.o. XII 1941 – II 1942)
- płk dypl. piech. Stanisław Dworzak „Daniel”, „Przemysław”, „Tęcza”
- płk piech. Jan Zientarski „Mieczysław”, „Lin”

## Komenda Okręgu
Sztabem okręgu kierował szef sztabu, który był jednocześnie zastępcą Komendanta Okręgu. Szefami sztabu byli: ppłk Jan Stencel „Jan”, „Rawicz” – od marca 1943 r. p.o. szefa sztabu, mjr/ppłk dypl. Wojciech Borzobohaty „Wojan” – od 1 grudnia 1943 do stycznia 1945 r.
W strukturze organizacyjnej Okręgu Kielecko-Radomskiego Armii Krajowej (1943/1944) znajdowały się następujące oddziały sztabu  i samodzielne referaty:
- Oddziały
  - Oddział I Organizacyjny – kpt. Adam Szajna „Kruk”, „Roztoka” (od czerwca 1943 do września 1944)
  - Oddział II Wywiadu i kontrwywiadu – por./mjr Zygmunt Szewczyk „Bartek”
  - Oddział III Organizacyjno-wyszkoleniowy – por. Bolesław Czerwiński „Wir” (lipiec 1942 – maj 1944)
  - Oddział IV Kwatermistrzowski – mjr/płk int. dypl. Mieczysław Wolski „Radek”
  - Oddział V Łączności- kpt./mjr Jan Dąbrowski „Olszyna” (sierpień 1943 – styczeń 1945)
    - Oddział V-O Łączności operacyjnej
    - Oddział V-K Łączności konspiracyjnej

  - Oddział VI Propagandy BIP (współpracował z BIP Komendy Głównej Armii Krajowej) – Bronisława Łozińska „Rozmaryna” (1943–1944)
  - Oddział VII Lotniczy – kpt Stanisław Krzymowski „Kostka” (marzec 1941 – czerwiec 1944)
  - Oddział VIII Kedywu – por. Jan Piwnik „Ponury” (czerwiec 1943 – październik 1943), por./kpt. Marian Kłosiński „Bełt” (maj 1944 – lipiec 1944)

- Samodzielne referaty

Powitanie łączniczek na Wykusie 12 września 1943 roku. Komendant Świętokrzyskich Zgrupowań Armii Krajowej „Ponury” Jan Piwnik wita „Ewę” Janinę Głowicką, z prawej Jutrzenka” Czesława Białek. Z lewej por. „Nurt” Eugeniusz G. Kaszyński. Pozostałe dziewczyny nie rozpoznane. Zdjęcie: Tadeusz Rylski

  - Wojskowa Służba Ochrony Powstania – kpt. Franciszek Blicharski „Krzem”
  - Wojskowa Służba Kobiet
  - Referat mobilizacyjny
  - Wojskowy Sąd Specjalny – kpt. Józef Okińczyc „Sławomir”
  - Saperów
  - Artylerii
  - Przerzutów  powietrznych
  - Przemysłu wojennego
  - Kolejnictwa
  - Uzbrojenia
  - Sanitarny
  - Duszpasterstwa

## Struktury terenowe
W latach 1943–1944 w skład Okręgu Kielce-Radom Armii Krajowej wchodziły następujące inspektoraty i obwody:
- Inspektorat A Radom
  - 1 Obwód Radom Armii Krajowej (kryptonimy) „Cholewa”, „Ogrody”, „Agawa” i „Marian”
  - 2 Obwód Kozienice Armii Krajowej „Puszcza”, „Krzaki”, „Jeżyny”, „Bławatek” i „Ludwik”
- Inspektorat B Starachowice
  - 3 Obwód Iłża Armii Krajowej „Strzała”, „Lipy”, „Baszta”, „Cykoria” i „Konrad”.
  - 4 Obwód Końskie Armii Krajowej „Strzemię”, „Bezdroża”, „Dalia” i „Konrad”.
- Inspektorat C Sandomierz
  - 5 Obwód Sandomierz Armii Krajowej „Ziarno”, „Wyżyny”, „Eukaliptus” i „Henryk”.
  - 6 Obwód Opatów Armii Krajowej „Strumień”, „Fiołek” i „Grzegorz”.
- Inspektorat D Kielce
  - 7 Obwód Kielce Armii Krajowej „Stal”, „Wykopy”, „Lipiec”, „Geranium” i „Florian”.
  - 8 Obwód Busko Armii Krajowej „Letnisko”, „Hiacynt”, „Edmund”, „Śmietana”.
  - 9 Obwód Jędrzejów Armii Krajowej „Błota”, „Torfowiska”, „Łata”, „Wrzesień”, „Irys” i „Daniel”.
- Inspektorat E Częstochowa
  - 10 Obwód Włoszczowa Armii Krajowej „Hetman”, „Wapno”, „Kaktus” i „Cyprian”.
  - 11 Obwód Częstochowa Armii Krajowej „Tkalnia”, „Lilia”, „Listopad” i „Bartosz”.
  - 12 Obwód Radomsko Armii Krajowej „Heblarnia”, „Rzeki”,  „Macierzanka” i „Andrzej”.

Podane wyżej kryptonimy używane były w kontaktach zewnętrznych. W kontaktach na terenie obwodów posługiwano się innymi kryptonimami.